# Augusto Roa Bastos
Augusto Roa Bastos (ur. 13 czerwca 1917 w Asunción, zm. 26 kwietnia 2005 tamże) – paragwajski powieściopisarz, dramaturg, poeta i dziennikarz. Od 1947 na emigracji w Argentynie, po 1976 we Francji. W 1989 powrócił do kraju. Laureat Nagrody Cervantesa w 1989.

## Twórczość
Za najwybitniejsze dzieło Bastosa uchodzi Ja, Najwyższy, monumentalna powieść, której bohaterem jest pierwszy paragwajski dyktator José Gaspar Rodríguez de Francia. 

### Powieści
- Hijo de hombre (1960) – wyd. pol. Syn człowieczy, Wydawnictwo Literackie 1977
- Yo, el Supremo (1974) – wyd. pol. Ja, Najwyższy, Wydawnictwo Literackie 1982
- Vigilia del Almirante (1992)
- El fiscal (1993)
- Contravida (1994)

### Opowiadania*
- El trueno entre las hojas (1953)
- El baldío (1966)
- Madera quemada (1967)
- Los pies sobre el agua (1967)
- Moriencia (1969)
- Cuerpo presente y otros cuentos (1971)
- El pollito de fuego (1974)
- Los Congresos (1974)
- El somnámbulo (1976)
- Lucha hasta el alba (1979)
- Los Juegos (1979)
- Contar un cuento, y otros relatos (1984)
- Madama Sui (1996)
- Metaforismos (1996)
- La tierra sin mal (1998)

*W 1984 nakładem Wydawnictwa Literackiego ukazał się polski wybór opowiadań Bastosa, pt. Kurupi i inne opowiadania

### Utwory sceniczne
- Hijo de hombre (1960)
- Shunko (1960)
- Alias gardelito (1961)
- El señor presidente (1966)
- Don segundo sombra (1968)
- Yo el Supremo (1991)

### Poezje
- El ruiseñor de la aurora, y otros poemas (1942) – wiersze powstałe w 1936
- El naranjal ardiente (1960) – wiersze powstałe w latach 1947-1949

### Inne publikacje
- La sangre y la semilla (1959)
- Cándido Lopez (1976)
- Imagen y perspectivas de la narrativa latinoamericana actual (1979)
- Lucha hasta el alba (1979)
- Rafael Barrett y la realidad paraguaya a comienzos del siglo (1981)
- El tiranosaurio del Paraguay da sus ultimas boqueadas (1986)
- Carta abierta a mi pueblo (1986)
- El texto cautivo: el escritor y su obra (1990)
- Mis reflexiones sobre el guión y el guión de „Hijo de hombre” (1993)

## Odznaczenia i nagrody
- Narodowy Order Zasługi (Paragwaj)[2]
- Komandor Orderu Wyzwoliciela San Martina (Argentyna, 2003)[3]
- Oficer Orderu Sztuki i Literatury (Francja)[2]
- Order Joségo Martí (Kuba, 2003)[4]
- Nagroda Cervantesa (Hiszpania, 1989)[2]
- Doktorat honoris causa Uniwersytetu w Tuluzie (Francja, 1989)[4]
- Doktorat honoris causa Universidade Federal de Santa Catarina (Brazylia)[2]